# Olszniewo
Olszniewo (biał. Альшнева; ros. Ольшнево) – wieś na Białorusi, w obwodzie witebskim, w rejonie postawskim, w sielsowiecie Woropajewo.

## Historia
W czasach zaborów w powiecie dzisieńskim, w guberni wileńskiej Imperium Rosyjskiego.
W dwudziestoleciu międzywojennym wieś leżała w Polsce, w województwie wileńskim, w powiecie duniłowickim, od 1926 w powiecie dziśnieńskim, w gminie Postawy, a następnie w gminie Woropajewo.
Według Powszechnego Spisu Ludności z 1921 roku zamieszkiwało tu 56 osób, 43 były wyznania rzymskokatolickiego, a 13 prawosławnego. Jednocześnie 43 mieszkańców zadeklarowało polską przynależność narodową, 8 białoruską, a 3 inną. Było tu 11 budynków mieszkalnych. W 1931 w 12 domach zamieszkiwały 63 osoby.
Wierni należeli do parafii rzymskokatolickiej w Drozdowszczyźnie i prawosławnej w Rymkach. Miejscowość podlegała pod Sąd Grodzki w Postawach i Okręgowy w Wilnie; właściwy urząd pocztowy mieścił się w m. Połowo.
Po agresji ZSRR na Polskę w 1939 roku wieś znalazła się w granicach BSRR. W latach 1941–1944 była pod okupacją niemiecką. Następnie leżała w BSRR. Od 1991 roku w Republice Białorusi.
Do 2009 wieś wchodziła w skład sielsowietu Bielki.